# Unsu
Unsu (jap. 雲手, dt. „Wolkenhand“) ist eine Kata im Karate, d. h. ein stilisierter Kampf gegen mehrere imaginäre Gegner. Gelehrt wird sie sowohl in der Stilrichtung Shōtōkan als auch im Shitō- und Shōrei-ryū, wobei im Shitō-ryū meist die Bezeichnung Unshu verwendet wird.

## Ursprung
Der Ursprung der Unsu liegt in der Aragaki-Schule, einem alten Familienstil aus Okinawa, der auf Aragaki Peichin zurückgeht. Er muss diese Kata aus seinem Kampfkunst-Studium in China mitgebracht haben. Erstmals wird die Kata außerhalb der Aragaki-Schule in dem Buch Karate-Kenpo von Funakoshi Gichin unter der Überschrift „Kata-Arten“ erwähnt.

## Name
Der Name Unsu bezieht sich auf die zweite Technik, bei der, nachdem man nach oben abgewehrt hat, der angreifende Arm zur Seite geschoben wird. Auch der Aufbau dieser Kata, die durch ihre technische Vielseitigkeit leicht und schnell wirkt, trägt dazu bei, dass man an die Leichtigkeit der Wolken denkt. Manchmal wird Unsu auch als „Wolkenschieben“ (Hatsuun jindo „Teile die Wolken und finde den Weg“) übersetzt, was besonders die Anfangstechniken plastisch veranschaulicht.

## Unsu im Shōtōkan
In der auf Funakoshi Gichin zurückgehenden Stilrichtung Shōtōkan ist Unsu die höchstentwickelte Kata. Ihren Weg in diesen Stil fand die Kata über Mabuni Kenwa, einen Freund Funakoshis, der ihn seine Variante des Shitō-ryū lehrte. Die Kata wurde dann von Funakoshi an seinen Stil angepasst und gilt seitdem, obwohl sie mit 90 Sekunden Dauer nicht die längste Kata dieser Stile ist, als die Schwierigste. Diese Einstufung ist unter anderem dem 360°-Sprung mit eingebautem Mikazuki tobi geri (Halbmondtritt im Sprung) und Ushiro tobi geri (Tritt im Sprung nach hinten) vor der Landung zu verdanken, jedoch auch den anderen Feinheiten der 68 Techniken.